# Galaktion Tabidze
Galaktion Tabidze (gruzínsky: გალაკტიონ ტაბიძე), někdy nazývaný Galaktioni (gruzínsky: გალი3) (17. listopadu 1892 Chkviši – 17. března 1959 Tbilisi) byl gruzínský básník. Přežil Stalinovu Velkou čistku, která si vyžádala životy mnoha jeho spisovatelských kolegů, přátel a příbuzných, ale dostal se pod silný tlak sovětských úřadů. To ho uvrhlo do depresí a alkoholismu. Byl nakonec umístěn do psychiatrické léčebny, kde spáchal sebevraždu. Jeho básně byly přeložen do ruštiny, francouzštiny, angličtiny a němčiny.

## Život
Galaktion Tabidze se narodil ve vesnici Chkviši poblíž Vani v západní Gruzii (tehdy součást Ruského impéria). Jeho otec, místní učitel Vasil Tabidze, zemřel dva měsíce před tím, než se Galaktion narodil. V letech 1900 až 1910 studoval na teologických seminářích v Kutaisi a Tbilisi. Později působil jako učitel na venkovské škole. Ačkoli jeho úplně první kniha, ovlivněná symbolismem, sklidila v roce 1914 pozitivní ohlas, trvalo mu déle než ostatním gruzínským symbolistům ze skupiny Tsisperqantselebi (Modré rohy), než získal uznání. Vzhledem k tomu, že preferoval samotu, získal od svého bratrance a dalšího člena skupiny Ticiana Tabidzeho přezdívku „Rytíř Řádu osamělosti“. Jeho další básnická sbírka Crâne aux fleurs artistiques (1919) z něj udělala vůdce gruzínské poezie na několik dalších desetiletí. Většina jeho spisů byla prosycena tématy izolace, nelásky a nočních můr. Vidět je to zejména v básních jako Bez lásky (1913), Já a noc (1913), Azurové koně (1915) nebo Vítr fouká (1924). 
Během represí v roce 1937 byla Tabidzeho manželka Olga Okudžavová, pocházející z rodiny starých bolševiků, zatčena, odsouzena za "trockismus" a později spolu s dalšími vězni popravena v orelské věznici během masakru v Medveděvském lese v roce 1941. Galaktionův bratranec a básník Tician Tabidze, jako mnozí další z básníkových spolupracovníků, byl také zatčen a nakonec popraven. Sám Tabidze byl vyslýchán a surově mučen, a to osobně šéfem KGB Lavrentijem Berijou, rovněž Gruzíncem. Z výslechových místností vyšel zlomený, ale jeho samotářství mu během čistek pravděpodobně zachránilo život, neboť se jeho jméno neobjevovalo ve výsleších ostatních perzekvovaných. Nadále tak mohl publikovat nové básně, ale jeho psychické problémy se stále zhoršovaly. 
V roce 1959 byl umístěn v psychiatrické nemocnici na Chavchavadzeho ulici v Tbilisi. Svůj život ukončil skokem z okna nemocnice. Byl pohřben v Pantheonu Mtacminda, jeho pohřbu se zúčastnily desítky tisíc lidí. V roce 2000 ho gruzínská pravoslavná církev oficiálně zprostila hříchu sebevraždy.